# هال اچ جی تی-۱۶کیران
هال اچ جِی تی-۱۶کیران(به انگلیسی: HAL HJT-16 Kiran)(کیران به معنی"پرتو نور") یک هواپیمای آموزشی هندی با پیشرانش جت دو سرنشینه است که توسط شرکت هواپیماسازی هیندوستان آیروناتیکس لیمیند (هال) طراحی و ساخته شده است.
کیران به درخواست نیروی هوایی هند (IAF) ساخته شد که به دنبال یک هواپیمای آموزشی جدید برای آموزش‌های سطح میانی خلبانان‌های خود بود. در ۴ سپتامبر ۱۹۶۴ (۱۳ شهریور ۱۳۴۳ خورشیدی)، این هواپیما اولین پرواز خود را انجام داد. تولید انبوه آن نیز، مدت کوتاهی پس از آن آغاز شد. این هواپیما توسط نیروی هوایی هند مورد استفاده قرار می‌گیرد، که از آن برای انجام آموزش‌های سطح میانی خلبانان پس از آموزش‌های پایه توسط هواپیماهای آموزشی هال اچ‌پی‌تی-۳۲ دیپاک و پیلاتوس پی‌سی-۷، بهره می‌برد. علاوه بر این، در طول دهه ۱۹۸۰، نیروی هوایی هند تعدادی دیگری از هواپیماهای کیران را خریداری نمود که با مجهز به پیشرانه قدرتمندتر و تعداد آویزگاه خارجی تسلیحات بیشتری بودند. این گونه کیران ام کی-۲ نامگذاری شد. همچنین توسط ناوگان هوایی نیروی دریایی هند پذیرفته شد. آخرین گونه هواپیمای کیران در سال ۱۹۸۹ تکمیل شد و پس از آن خط تولید آن تعطیل شد.
کیران بیش از نیم قرن است که مورد استفاده عملیاتی می‌باشد. از اواخر دهه ۱۹۹۰، یک جانشین بومی، هال اچ‌جی‌تی-۳۶ سیتارا، در حال توسعه بوده است، اما تا سال ۲۰۱۹ وارد خدمت نگردید. در دهه ۲۰۱۰، استفاده از هواپیماهای آموزشی کیران به تدریج رو به کاهش بود زیرا تعداد فزاینده ای ازهواپیماهای آموزشی روزآمدتر بی‌ای‌ئی سیستمز هاوک، که تحت امتیاز در هیندوستان آیروناتیکس لیمیند (هال) ساخته شدند، به خدمت نیروی هوایی هندوستان درآمدند. هواپیمای کیران توسط تیم‌های آکروجت ساگار پاوان از نیروی دریایی هند و همچنین توسط تیم هوازی سوریا کیران از نیروی هوایی هند تا فوریه ۲۰۱۱ مورد استفاده قرار می‌گرفت. در آن زمان این تیم پس از تغییر کاربری هواپیماهایش برای آموزش خلبانان جنگنده نعلیق شد. تیم نمایش سوریا کیران به هاوک مجهز شد. در دسامبر ۲۰۱۸، تعداد محدودی از هواپیماهای کیران توسط هند به میانمار اهدا شد.

## توسعه

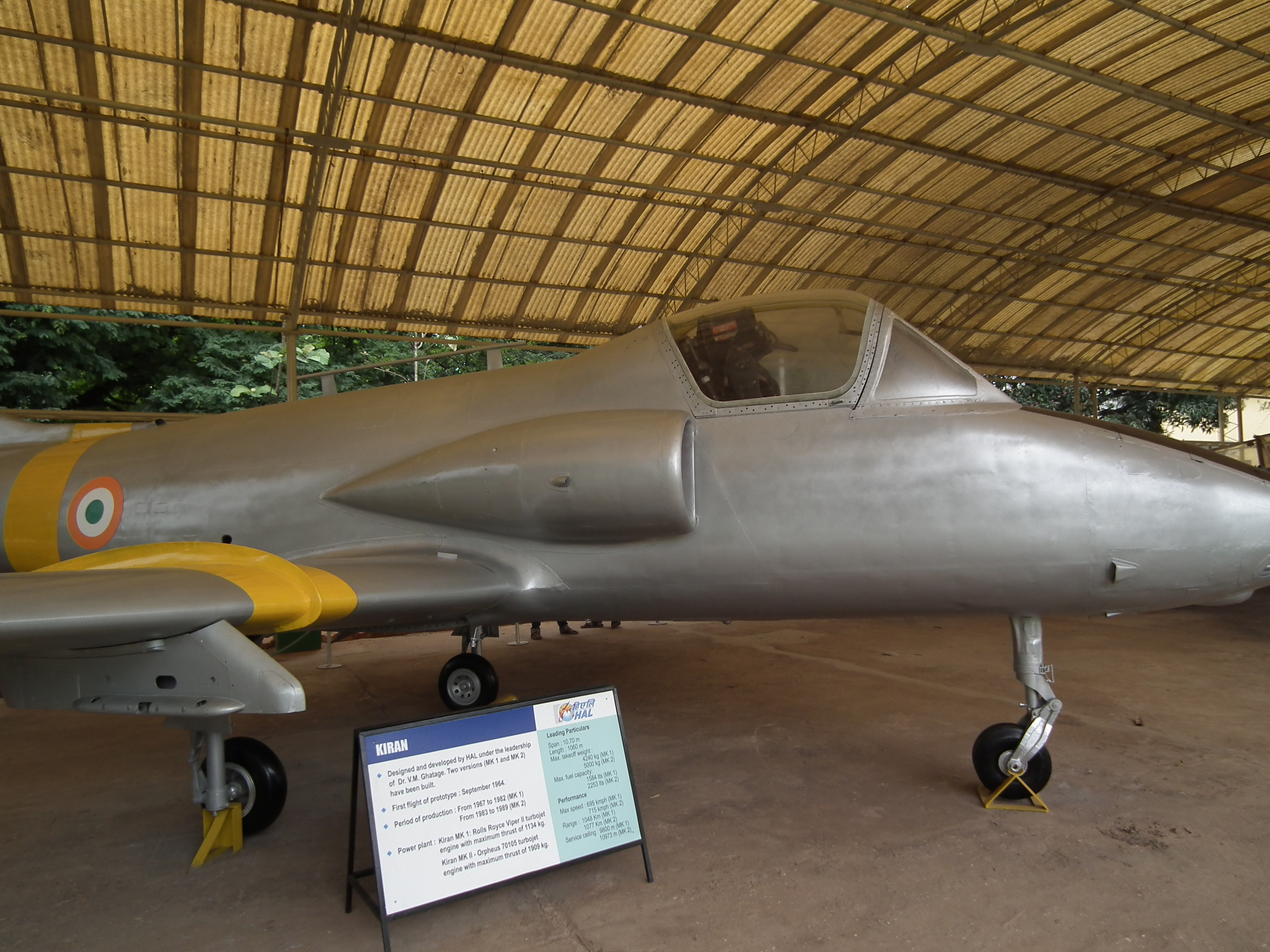
یک فروند کیران-ام کی-۲ در موزه شرکت (هال) در بنگلور در سال ۲۰۱۱.

در پاسخ به درخواست نیروی هوایی هند (IAF) برای یک هواپیمای آموزشی جدید با موتور جت، جهت آموزش‌های سطح میانی خلبانان، هواپیمای کیران توسط شرکت هندی هیندوستان آیروناتیکس لیمیند (هال) توسعه یافت. تیم طراحی (هال) یک هواپیمای آموزشی نسبتاً متعارف را ابداع نمود. به گفته نویسنده کریس اسمیت، طراحی آنها دقیقاً از بی اِی سی جت پرووست، یک هواپیمای آموزشی جت بریتانیایی موجود، الگوبرداری شده است.(هال) برای پیشرانه این هواپیما موتور توربوجت رولز-رویس وایپر ۱۱ ساخت بریتانیا را انتخاب نمود، که قادر به تولید تا ۲٬۵۰۰ پوند نیرو (۱۱٬۰۰۰ نیوتن) نیروی رانش بود.به گفته اسمیت، توسعه هواپیمایی که به کیران تبدیل شد برای سایر پروژه‌های (هال) مفید بود، از جمله طرحی که بعداً جنگنده بمب افکن بومی هال اچ‌اف-۲۴ ماروت، نام گرفت.
در ۴ سپتامبر ۱۹۶۴، نمونه اولیه اولین پرواز خود را انجام داد. این هواپیما کیران ام کی-۱ نامگذاری شد. در مارس ۱۹۶۸، اولین هواپیماهای تولید شده به نیروی هوایی هند تحویل داده شد. پس از مدت کوتاه کیفیت هواپیمای تولیدی رضایت بخش بود. هواپیماهای تولیدی بعدی با آویزگاه خارجی تسلیحات در زیر بالها برای اهداف آموزش تسلیحات در نظر گرفته شدند. این بهبود باعث شد که این هواپیماها با نام کیران ام کی -ا اِی دوباره بازطراحی شد. در مجموع ۱۹۰ فروند هواپیما از گونه‌های ام کی-۱ و ام کی -ا اِی تولید شد.
در طول دهه ۱۹۷۰، (هال) نسخه ای ارتقا یافته از این هواپیما را تولید نمود. پیشرانه این هواپیما موتور بریستول سیدلی اورفوس بود که
می‌توانست حداکثر نیروی رانش ۴٬۲۰۰ پوند نیرو (۱۹٬۰۰۰ نیوتن) را فراهم آورد. این نوع که دارای قابلیت حمل سلاح‌های پیشرفته نیز بود، کیران ام کی-۲ نامگذاری شد. در ۳۰ ژوئیه ۱۹۷۶، این گونه جدید اولین پرواز خود را انجام داد. در این زمان، هند به دنبال یک هواپیمای آموزشی پیشرفته‌تر بود تا راه حلی باشد، برای مشکلاتی که خلبانان کارآموز در زمان انتقال از هواپیمای آموزشی کیران به هواپیمای خط مقدم مواجه می‌شدند. تحویل مدل بهبود یافته از سال ۱۹۸۵ آغاز شد. در نهایت، تولید کیران در سال ۱۹۸۹ پایان یافت.

## سابقه عملیاتی
از زمانی که این هواپیما برای اولین بار در سال ۱۹۶۸ تحویل شد، نیروی هوایی و نیروی دریایی هند از کیران برای برنامه‌های آموزش‌های سطح میانی خلبان خود استفاده می‌نمایند. از اواخر دهه ۱۹۹۰، (هال) در حال کار بر روی هواپیمایی برای جانشینی کیران است که هال اچ‌جی‌تی-۳۶ سیتارا نامگذاری شده است، که توسعه این هواپیما به دلیل سوانحی که در طی مرحله پرواز آزمایشی رخ داد و منجره به طراحی مجدد گسترده آن شد، طولانی مدت گردید. . یکی دیگر از هواپیماهای آموزشی جت که برای جایگزینی تدریجی با ناوگان قدیمی هواپیماهای کیران نیروی هوایی هند در نظر گرفته شد، هواپیمای بریتانیایی بی‌ای‌ئی سیستمز هاوک است، که تحت امتیاز در (هال) از سال ۲۰۰۷ تولید می‌شود.در حالی که تحویل هاوک و توسعه سیتارا ادامه دارد، طول عمر عملیاتی کیران تا سال ۲۰۱۹، بیش از نیم قرن پس از تحویل این هواپیما به نیروی هوایی هند تمدید شد.

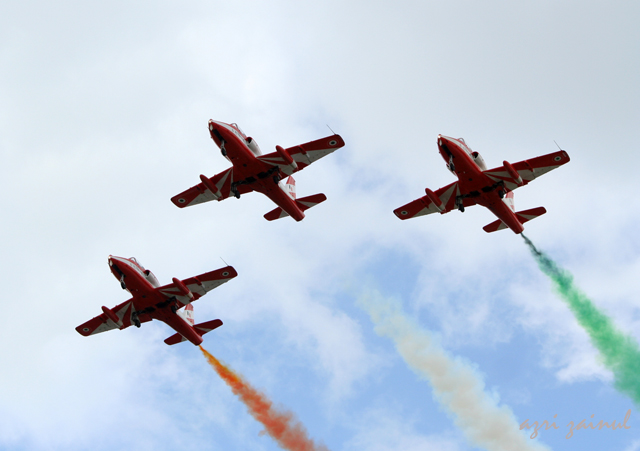
هواپیماهای کیران از ناوگان تیم آکروجت سوریا کیران در حال پرواز نمایشی در LIMA ۲۰۰۷

پس از آنکه ناوگان هواپبماهای آموزشی هال اچ‌پی‌تی-۳۲ دیپاک در سال ۲۰۰۹ به دلیل نگرانی‌های ایمنی زمین گیر شده و از خدمت خارج شد، به‌طور موقت از هواپیمای کیران برای انجام آموزش‌های سطح یک و دو خلبانان جنگنده استفاده شد. این این تغییر با اختلالات قابل توجهی همراه بود، از جمله کاهش ساعات پرواز در دسترس برای خلبانان کارآموز و همچنین نیاز به استفاده از هواپیمای تیم آکروجت سوریا کیران.در طول سال ۲۰۱۰، یک درخواست فوری برای پیشنهاد راهکار از طرف نیروی هوایی هند صادر شد که به دنبال جایگزینی سریع برای اچ‌پی‌تی-۳۲ و توانمند نمودن ناوگان هواپیماهای کیران برای از سرگیری فعالیت‌های عادی آنها بود. پیلاتوس پی سی-۷ متعاقباً برای این نقش انتخاب شد.
نیروی هوایی هند و همچنین ناوگان هوایی نیروی دریایی هند، به‌طور مستقل در تیم‌های آکروجت خود به ترتیب به نام‌های سوریا کیران و ساگار پاوان، هواپیمای کیران را در خدمت داشتند.
در ۳ مارس ۲۰۱۰، و در طی نمایشگاه هوایی هند در همان سال، یک فروند کیران ام کی-۲ از تیم آکروباتیک ساگار پاوان بروی ساختمانی در حیدرآباد سقوط کرد و هر دو خدمه آن کشته شده و چهار غیرنظامی روی زمین زخمی شدند.
در طول دهه ۲۰۱۰، وزارت دفاع هند سفارش ۲۰ فروند هواپیمای هاوک ام کی ۱۳۲ را به (هال) داد تا جایگزین هواپیماهای کیران باقیمانده در تیم آکروجت سوریا کیران شوند. تا سال ۲۰۱۹، چندین هاوک به تیم آکروجت سوریا کیران تحویل داده شدند و از آنها برای انجام نمایش‌های هوایی استفاده شد.
در دسامبر ۲۰۱۸، هند شش فروند هواپیمای کیران را به کشور همسایه خود میانمار، اهدا نمود. هواپیماهای مذکور به همراه تیمی از متخصصان برای آموزش خلبانان و خدمه زمینی اعزام شدند. بنا بر استنباط نشریه تایمرنیوز، اهدای این هواپیماها سیاسی بوده است که به منظور تقویت روابط نظامی بین دو کشور و همچنین به عنوان ابزاری برای مقابله با نفوذ فزاینده چین در منطقه، اعمال شده است.

## گونه‌ها
کیران ام کی-۱
هواپیمای آموزشی جت دو سرنشینه برای آموزش‌های میانی، پیشرانه موتور رولز-رویس وایپر، تعداد تولید ۱۱۸ فروند.
کیران ام کی ۱-اِی
هواپیمای آموزشی جت دو سرنشینه برای آموزش‌های میانی، با قابلیت به‌کارگیری تسلیحات در دوآویزگاه خارجی تسلیحات نصب شده در زیربالها، تعداد تولید ۷۲ فروند.
کیران ام کی-۲
گونه بهبود یافته با چهار آویزگاه خارجی تسلیحات و تیربار ۷٫۶۲ میلی‌متری دوقلو در دماغه هواپیما، پیشرانه یک دستگاه موتور بریستول سیدلی اورفوس، تعداد تولید ۶۱ فروند.

## کاربران

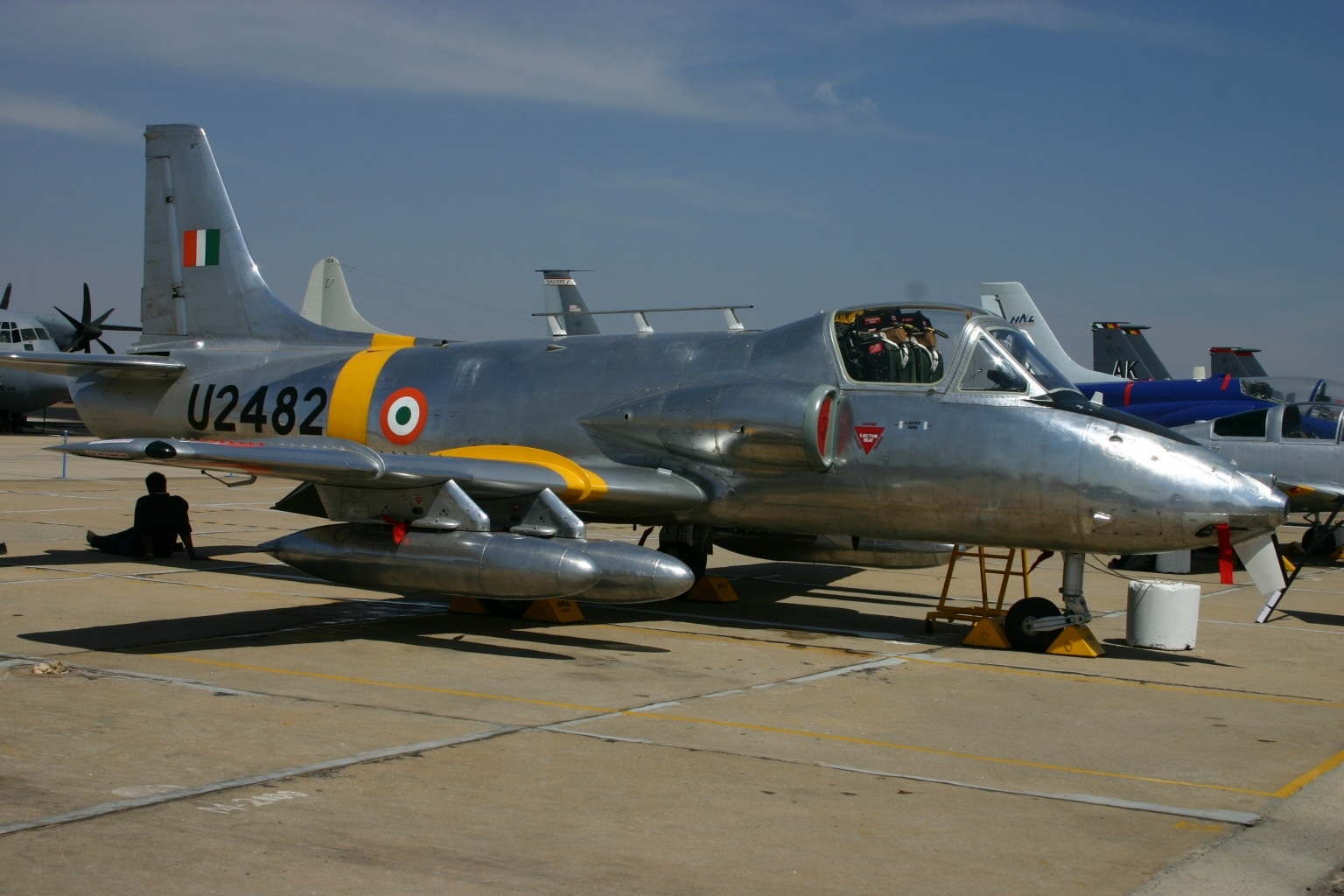
یک فروند هال کیران ام کی-۲ از ناوگان نیروی هوایی هند

هند
- نیروی هوایی هند: ۸۷ فروند[۲۵]
- نیروی دریایی هند: ۲۰ فروند[۲۵]

 میانمار
- نیروی هوایی میانمار: ۶ فروند[۲۲]

## مشخصات (کیران آی. اِی)
داده‌ها از Jane's All The World's Aircraft 1982–83
ویژگی‌های عمومی
- خدمه: ۲
- طول: ۱۰٫۶۰ متر (۳۴ فوت ۹ اینچ)
- پهنای بال: ۱۰٫۷۰ متر (۳۵ فوت ۱ اینچ)
- ارتفاع: ۳٫۶۴ متر (۱۱ فوت ۱۱ اینچ)
- مساحت بال‌ها: ۱۹٫۰۰ متر مربع (۲۰۴٫۵ فوت مربع)
- نسبت اندازه: ۶٫۰۳:۱
- ایرفویل: NACA 23015 at root, NACA 23012 at tip
- وزن خالی: ۲٬۵۶۰ کیلوگرم (۵٬۶۴۴ پوند)
- بیشترین وزن برخاست: ۴٬۲۳۵ کیلوگرم (۹٬۳۳۷ پوند)
- ظرفیت سوخت: ۱٬۱۳۷ لیتر (۳۰۰ گالون آمریکایی؛ ۲۵۰ گالون بریتانیایی) مخازن سوخت داخلی
- پیشرانه: ۱ عدد موتورتوربوجت رولز-رویس وایپر ۱۱, ۱۱٫۱۲ کیلونیوتن (۲٬۵۰۰ پوند-نیرو) thrust

عملکرد
- حداکثر سرعت: ۶۹۵ کیلومتر بر ساعت (۴۳۲ مایل بر ساعت، ۳۷۵ گره) در سطح دریا
- سرعت کروز: ۳۲۴ کیلومتر بر ساعت (۲۰۱ مایل بر ساعت، ۱۷۵ گره)
- سرعت واماندگی: ۱۳۷–۱۴۵ کیلومتر بر ساعت (۸۵–۹۰ مایل بر ساعت، ۷۴–۷۸ گره) برآافزا گسترده شده و ارابه فرود باز شده
- مداومت پروازی: ۱ ساعت و چهل و پنج دقیقه
- حداکثر ارتفاع: ۹٬۱۵۰ متر (۳۰٬۰۲۰ فوت)
- زمان اوج‌گیری: ۲۰ حداقل to ۹٬۱۵۰ متر (۳۰٬۰۰۰ فوت)

تسلیحات

 دو عدد بمب ۵۰۰ پوندی ( ۲۲۷ کیلوگرمی ) یا دو  پرتاب کننده راکت اس.ان.ایی.بی شامل هفت راکت ۶۸ میلی‌متری یا دو غلاف حامل تیربار ۷٫۶۲ میلی‌متری یا دو مخزن سوخت بیرونی به ظرفیت ۵۰ گالن-امپریال (۲۲۶ لیتر)